# Delft (Le Cap)
Delft est un township de la ville du Cap en Afrique du Sud situé à l'est des Cape Flats.

## Localisation
Delft est situé à 34 km à l'est de la ville du Cap et à environ 7,5 km de Bellville. Il est bordé au sud par la N 2, à l'est par la R300 et le quartier de Blackheath et à l'ouest par l'aéroport international du Cap et le quartier de Matroosfontein.

## Quartiers
Le township de Delft se divise en 6 secteurs : Delft South, Delft SP (Leiden), Eindhoven, Roosendal, The Hague et Voorbrug auxquels s'ajoute la nouvelle section de new Symphony.

## Démographie
Selon le recensement de 2011, Delft compte 152 030 habitants, principalement issus de la communauté Coloured (51,49 %). Les noirs représentent 46,22 % des habitants et les blancs environ 0,12 % des résidents.
Les langues maternelles dominantes sont l'afrikaans (47 %) et l'anglais sud-africain (37,81 %).

## Historique
Le township de Delft a été créé en 1987 dans le district de Tygerberg pour loger les populations coloureds et noires. Le township prend le nom de Delft en référence au nom de la ferme qui était située dans le secteur. Les acheteurs furent encourager à y acquérir leurs maisons grâce à des subventions gouvernementales. La qualité des constructions fut cependant sévèrement critiquée.
Les premiers secteurs développés du quartier furent ceux de Voorburg, Roosendaal, The Hague et Eindhoven.
Les nouveaux quartiers de Delft South et Leiden furent développés après la fin de l'apartheid.

## Politique
Les quartiers de delft se partagent entre le 5e arrondissement (sub council 5) et le 21e arrondissement du Cap (sub council 21). Ils se partagent également entre 3 circonscriptions municipales : 
- la circonscription municipale no 13 (Leiden au sud de Silversands Road, à l'ouest de Delft Main Road, au nord de Hindle Road et à l'est de Leiden Avenue - Roosendal - The Hague) dont le conseiller municipal est Sabrina Gympies (DA)[2].
- la circonscription municipale no 19 (Blue Downs CBD au sud de Silversands Avenue et à l'est de Bardale Road - Brentwood Park - Camelot - Delro Village - Driftsands au sud de Hindle Road, à l'ouest de Fairdale Build-up, Kuils River et Mew Way, au nord de la N2, à l'est de Kuilsriver Freeway et de Brentwood Park build-up - Gersham - Hagley - Highbury - Highbury Park - Highgate - Hindle Park - Kuils River Common - Kuilsriver South Smallholdings - rotterdam - Silversands - Stellendale - Sunbird Park - Wembley Park - Wesbank) dont le conseiller municipal est Cynthia Claasen (DA)[3].
- la circonscription municipale no 20 (Eindhoven - Leiden - Voorbrug - Delft 8 - Delft South au sud de Eindhoven Road, au nord-ouest de Delft Main Road, au nord-est de Boekenhout et Kliphout Road et au nord-ouest de Kuilsriver Freeway) dont le conseiller municipal est Michael Toko (DA)[4].